# 若い夜 (ジャニーズの曲)
『若い夜』は、1965年5月に発売された、ジャニーズの2枚目のシングルである。

## 概要
スウィング・ジャズ・ナンバー!!　ジャズ歌謡
2022年3月時点未CD化。

## 収録曲
演奏:ビクター・オーケストラ
1. 若い夜 [2:59]
  - 作詞：比良九郎/作曲・編曲：山下毅雄
2. 若いんだもん [2:13]
  - 作詞：安井かずみ/作曲・編曲：大沢保郎